# Храм Светог пророка Захарија и праведне Јелисавете
Храм Светог пророка Захарија и праведне Јелисавете налази се у Јабланици и припада Епархији захумско-херцеговачкој. Саградио га је 2016. године ктитор Славко Ристић-Грга уз помоћ општине Јабланица, Владе Херцеговачко-неретванског кантона, Удружења Срба из Коњица и њихових потомака у дијаспори, Удружења коњичана Републике Српске, Честитог Братства Манигода, породице Јелачић као и бројних других приложника.
Пројекат ове цркве израдио је дипломирани инжињерски архитекта мр Џенан Ковачић из Коњица на основу идејног пројекта г. Ненада Поповића, архитекте из Гацка.
Благослов за градњу цркве дао је Његово преосвештенство епископ захумско-херцеговачки и приморски Григорије. Пројекат изградње водио је парох коњички јереј Милан Бужанин. У недјељу 18. септембра 2016. године на празник Светог пророка Захарија и праведне Јелисавете, на православном гробљу у Јабланици освјештана је новоизграђена црква Светог пророка Захарија и праведне Јелисавете. Свету архијерејску литургију служио је Његово преосвештенство епископ захумско-херцеговачки и приморски Григорије уз саслужење свештенства Митрополије дабробосанске, Епархије банатске и Епархије захумско-херцеговачке и приморске. Након прочитаног Јеванђеља присутном народу обратио се владика Григорије пастирском бесједом. Осим великог броја вјерника, који су дошли са готово свих страна расејања, овом чину су били присутни начелник општине Јабланица г. Салем Дедић, предсједавајући Општинског вијећа општине Јабланица г. Дамир Шабановић, федерални министар саобраћаја г. Денис Ласић, посланик у Народној скупштини Републилке Српске г. Зоран Пологош, замјеник предсједавајућег Скупштине ХНК г. Весна Сараџић, јабланички жупник дон Иван Зовко, представници јавних установа из Јабланице, ХНК, ФБиХ и Републике Српске, као и бројни други гости.
Света литургија у овом Храму служи се последње недјеље у мјесецу.